# Uromycladium
Uromycladium là một chi Urediniomycete trong họ Pileolariaceae. Các loài trong chi này là loài gây hại của cây Paraserianthes falcataria, phát triển phổ biến ở Malaysia.

## Các loài
- Uromycladium acaciae (Cooke) P.Syd. & Syd., 1914.
- Uromycladium alpinum McAlpine, 1906.
- Uromycladium bisporum McAlpine, 1906.
- Uromycladium cubense Arthur & J.R.Johnst., 1918.
- Uromycladium falcatarium Doungsa-ard, et al., 2015.
- Uromycladium fusisporum (Cooke & Massee) Savile, 1971.
- Uromycladium maritimum McAlpine, 1905.
- Uromycladium naracoortensis
- Uromycladium notabile (F.Ludw.) McAlpine, 1906.
- Uromycladium robinsonii McAlpine, 1906.
- Uromycladium simplex McAlpine, 1905.
- Uromycladium tepperianum (Sacc.) McAlpine, 1905.[2]